# Chetogena fasciata
Chetogena fasciata là một loài ruồi trong họ Tachinidae.